# Cryptocephalus anticus
Cryptocephalus anticus (лат.) — вид листоедов (Chrysomelidae) из подсемейства скрытоглавов (Cryptocephalinae). Общая длина тела от 3,4 до 4,6 (самец: от 3,4 до 4,2 мм; самка: от 3,9 до 4,6 мм). Надкрылья чёрного цвета с четырьмя жёлтыми или оранжевыми пятнами. Передние ноги, а у самца и передний край переднеспинки жёлтые или рыжие. Распространён в Европе и на Кавказе.